# Hesperia attalus
Hesperia attalus är en fjärilsart som beskrevs av Edwards 1871. Hesperia attalus ingår i släktet Hesperia och familjen tjockhuvuden. Inga underarter finns listade i Catalogue of Life.